# Чемпионат мира по конькобежному спорту на отдельных дистанциях 2012 — командная гонка (женщины)
Соревнования в командной гонке на 6 кругов среди женщин на чемпионате мира по конькобежному спорту на отдельных дистанциях 2012 года прошли 25 марта на катке Тиалф в Херенвене, Нидерланды. В забегах приняли участие 8 команд.
Золотую медаль выиграла сборная Нидерландов, установив рекорд катка. Серебряная медаль у сборной Канады, бронзовая у Польши. Команда России бежала в последней паре вместе с командной Польши и опережала её почти всю дистанцию, но проиграла на последнем полукруге, заняв 4-е место.

## Медалисты
| Золото                                                    | Серебро                                                     | Бронза                                                         |
| Нидерланды · Ирен Вюст · Диане Валкенбюрг · Линда де Врис | Канада · Бриттани Шусслер · Кристин Несбитт · Синди Классен | Польша · Наталья Червонка · Катажина Возняк · Луиза Злотковска |

## Рекорды
| Мировой рекорд     | Кристина Гровс, Кристин Несбитт, Бриттани Шусслер | 2:55.79 | Калгари        | 6 декабря 2009 |
| Рекорд чемпионатов | Кристина Гровс, Кристин Несбитт, Шэннон Ремпел    | 2:58.15 | Солт-Лейк-Сити | 10 марта 2007  |
| Рекорд катка       | Синди Классен, Кристин Несбитт, Бриттани Шусслер  | 3:00.01 | Херенвен       | 4 декабря 2011 |

## Соревнование
| Место | Пара | Страна           | Спортсмены                                        | Время   | Отставание | Прим. |
| ----- | ---- | ---------------- | ------------------------------------------------- | ------- | ---------- | ----- |
| 4     | 2    | Нидерланды       | Ирен Вюст Диане Валкенбюрг Линда де Врис          | 2:59.70 |            | РК    |
| 4     | 3    | Канада           | Бриттани Шусслер Кристин Несбитт Синди Классен    | 3:00.51 | +0.81      |       |
| 4     | 4    | Польша           | Наталья Червонка Катажина Возняк Луиза Злотковска | 3:03.31 | +3.61      |       |
| 4     | 4    | Россия           | Екатерина Лобышева Екатерина Шихова Юлия Скокова  | 3:03.44 | +3.74      |       |
| 5     | 1    | Германия         | Штефани Беккерт Клаудия Пехштайн Изабелль Ост     | 3:03.63 | +3.93      |       |
| 6     | 3    | Республика Корея | Ли Ю Ён Но Сон Ён Ким Борым                       | 3:03.86 | +4.16      |       |
| 7     | 2    | Япония           | Масако Ходзуми Михо Такаги Нао Кодайра            | 3:04.10 | +4.40      |       |
| 8     | 1    | США              | Джиллиэнн Рукард Хизер Ричардсон Мария Ламб       | 3:07.22 | +7.52      |       |